# خسرو دبستانی
خسرو دبستانی (زادهٔ ۲۹ اسفند ۱۳۱۹ اردکان – درگذشته ۲۷ اسفند ۱۴۰۰) نمایندهٔ حوزه انتخابیه زرتشتیان در دورهٔ ششم مجلس شورای اسلامی بوده‌است.